# Dominic Barto

Dominic Barto in Piedone lo sbirro (1973) nella parte di Tom Ferramenti.

Dominic Barto (Pennsylvania, 20 dicembre 1930 – San Bernardino, 10 aprile 2019) è stato un attore statunitense.

## Biografia
Di origine italiana, ha interpretato per due volte, nei film della serie di Piedone con Bud Spencer, il personaggio di Tom Ferramenti, un trafficante di droga proprietario di un night club a Napoli. Nel secondo film, Piedone a Hong Kong, Tom Ferramenti riceve (prima di quella di Piedone) la visita di un altro ambiguo personaggio italo-americano interpretato da Al Lettieri. 

## Filmografia parziale

### Cinema
- Un assassino per testimone (Stiletto), regia di Bernard L. Kowalski (1969)
- Lo chiamavano Trinità..., regia di E.B. Clucher (1970)
- Quel maledetto giorno della resa dei conti, regia di Sergio Garrone (1971)
- Shaft il detective (Shaft), regia di Gordon Parks (1971)
- ...e poi lo chiamarono il Magnifico, regia di E.B. Clucher (1972)
- L'uomo della Mancha (Man of La Mancha), regia di Arthur Hiller (1972)
- Piedone lo sbirro, regia di Steno (1973)
- Anche gli angeli tirano di destro, regia di E.B. Clucher (1974)
- Piedone a Hong Kong, regia di Steno (1975)
- Simone e Matteo - Un gioco da ragazzi, regia di Giuliano Carnimeo (1976)
- Il vangelo secondo Simone e Matteo, regia di Giuliano Carnimeo (1977)
- Un altro uomo, un'altra donna (Un autre homme, une autre chance), regia di Claude Lelouch (1977)
- Incubo infernale (The Hearse), regia di George Bowers (1980)
- Il guerriero del ring (Body and Soul), regia di George Bowers (1981)
- L'onore dei Prizzi (Prizzi's Honor), regia di John Huston (1985)
- Rocky IV, regia di Sylvester Stallone (1985)
- I diffidenti (Shy People), regia di Andrej Končalovskij (1987)
- The Game, regia di Cole S. McKay (1988)
- Uno sbirro e una canaglia (Keaton's Cop), regia di Robert Burge (1990)
- Down the Drain, regia di Robert Hughes (1990)
- Lucky Luke, regia di Terence Hill (1991)

### Televisione
- Il conte di Montecristo (The Count of Monte-Cristo), regia di David Greene – film TV (1975)
- L'uomo da sei milioni di dollari (The Six Million Dollar Man) - serie TV (1976-1978)
- I giorni del padrino (The Gangster Chronicles) - serie TV (1981)
- Lucky Luke – serie TV, 8 episodi (1991-1992)

## Doppiatori italiani
- Ferruccio Amendola in ...E poi lo chiamarono il Magnifico e Anche gli angeli tirano di destro
- Gianni Marzocchi in Piedone lo sbirro
- Michele Gammino in Piedone a Hong Kong
- Massimo Foschi in Quel maledetto giorno della resa dei conti
- Antonio Guidi in Simone e Matteo - un gioco da ragazzi
- Sergio Tedesco in Il vangelo secondo Simone e Matteo